# Bruce Talkington
Bruce Talkington était un scénariste et auteur américain né le 13 mai 1949 à Washington (États-Unis) et mort le 20 novembre 2000 à Los Angeles (Californie).

## Filmographie
- 1986 : Fluppy Dogs
- 1987-1990 : La Bande à Picsou (série télévisée)
- 1988-1991 : Les Nouvelles Aventures de Winnie l'ourson (série télévisée)
- 1993-1995 : Bonkers (série télévisée)